# Cải thìa
Cải thìa hay Cải bẹ trắng, Cải chíp, Bạch giới tử (danh pháp khoa học: Brassica rapa chinensis) là một loài cải thuộc họ cải cùng họ với cải thảo, cải bẹ xanh. Cải thìa là loại rau rất gần gũi với các món ăn của người Việt Nam.

## Đặc điểm sinh học
Cải thìa mọc cao khoảng 23 cm, cuống dày, có nhiều gân và chứa nhiều nước, hoa nhỏ màu vàng mọc trên các cuống cao. Cải thìa có vị ngọt, tính mát, không độc, hạt vị cay, tính ấm. Trong thành phần cấu tạo chất thì cải thìa ít năng lượng (20 cal/30 gr), giàu acid folic, kali, potassium, calcium, vitamin C, vitamin A, và đặc biệt là chứa nhiều glucosinolat.

## Công dụng

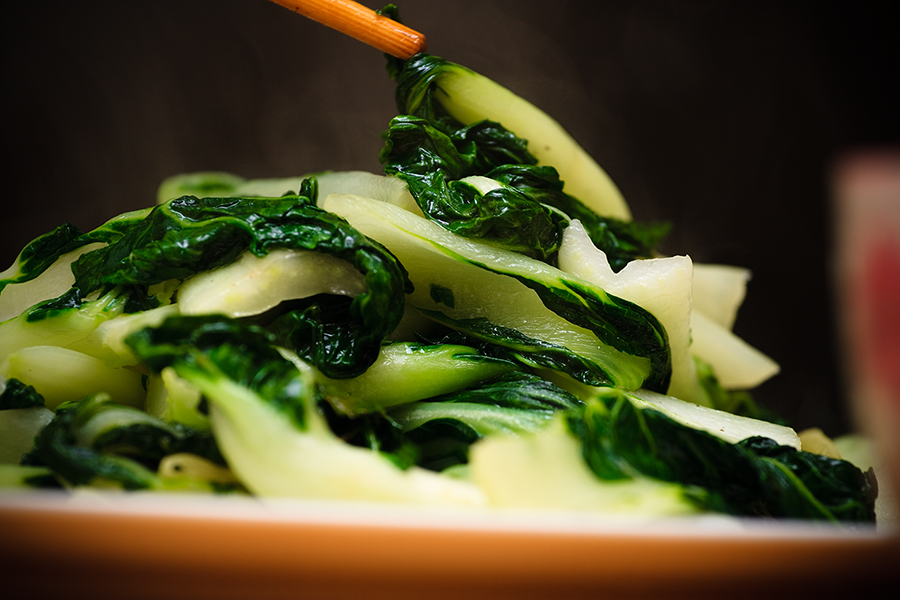
Món cải bẹ trắng xào

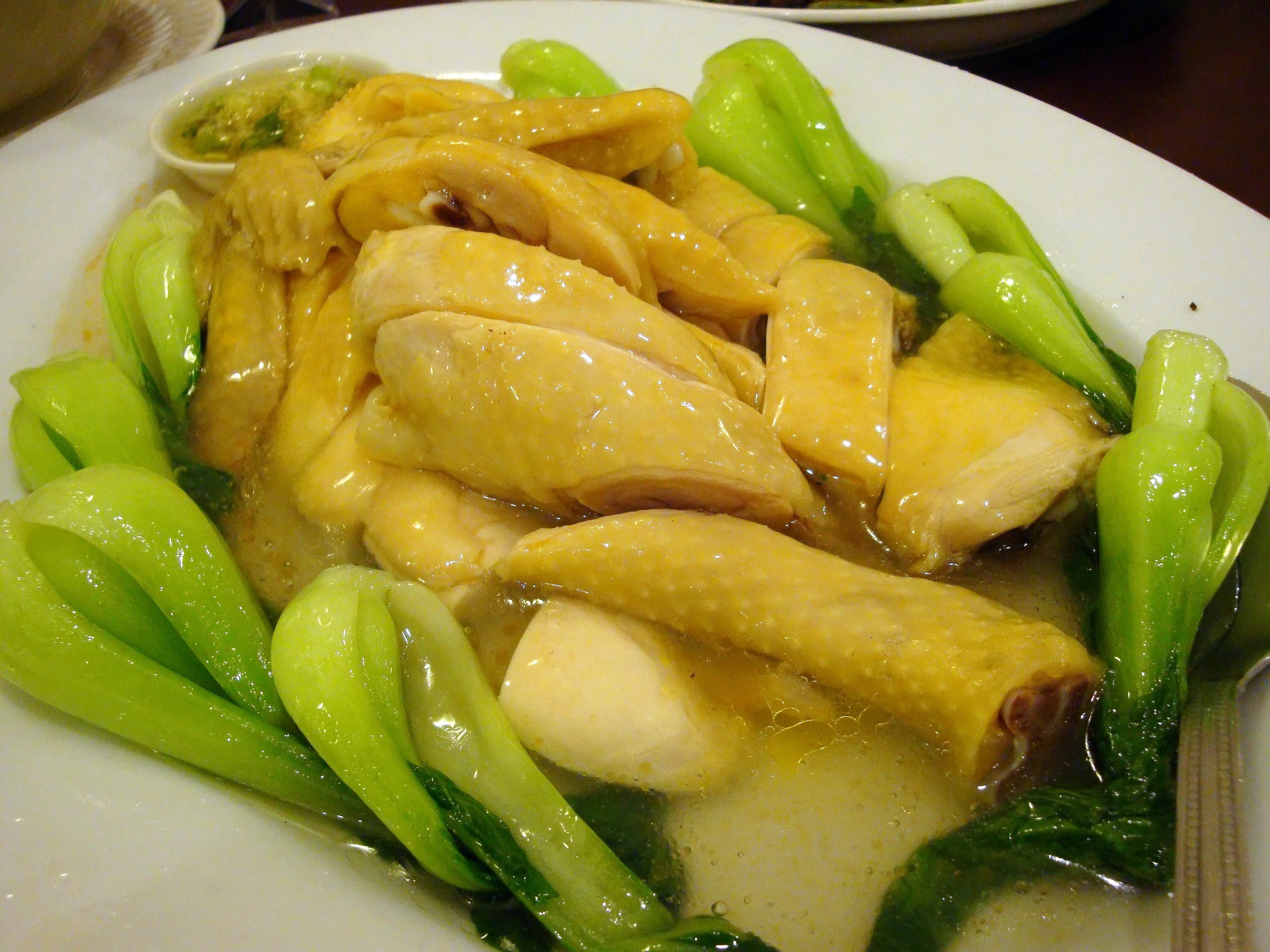
Gà luộc với cải bẹ

Cải thìa không chỉ là loại rau quen thuộc để chế biến nên những món ăn ngon mà còn chứa nhiều thành phần dinh dưỡng có lợi cho sức khỏe.
Cải thìa tốt cho phụ nữ mang thai, có tác dụng phòng ngừa khuyết tật cho thai nhi, giúp xương chắc khỏe, có khả năng kích thích nhịp tim hoạt động tốt và hạ huyết áp. Cải thìa làm chậm quá trình lão hóa và giảm đáng kể việc hình thành các gốc tự do, có tác dụng phòng ngừa bệnh đục nhân mắt và thoái hóa hoàng điểm ở mắt đồng thời có tác dụng ngăn ngừa ung thư bằng cách loại bỏ những thành phần có hại trong cơ thể.
Theo Đông y thì cải thìa thường được dùng để trị các bệnh như lợi tiểu, giảm sưng phù. Hạt cải dùng làm thuốc trị tiêu đờm, thông kinh mạch, kháng viêm, ho hoặc ép thành dầu. Đặc biệt cải thìa nấu phổi heo là món dùng cho người lao lực cần bồi bổ phổi, làm sạch phổi. Đông y dùng lá và hạt cải bẹ trắng để trị bệnh. Lá cải bẹ trắng có thể chữa đau dạ dày, bệnh cam răng. Hạt cải bẹ trắng có vị cay, tính ấm, không độc có tác dụng trị đau răng, trị ho, tiêu thủng, tiêu đờm, thông kinh mạch.

## Hình ảnh

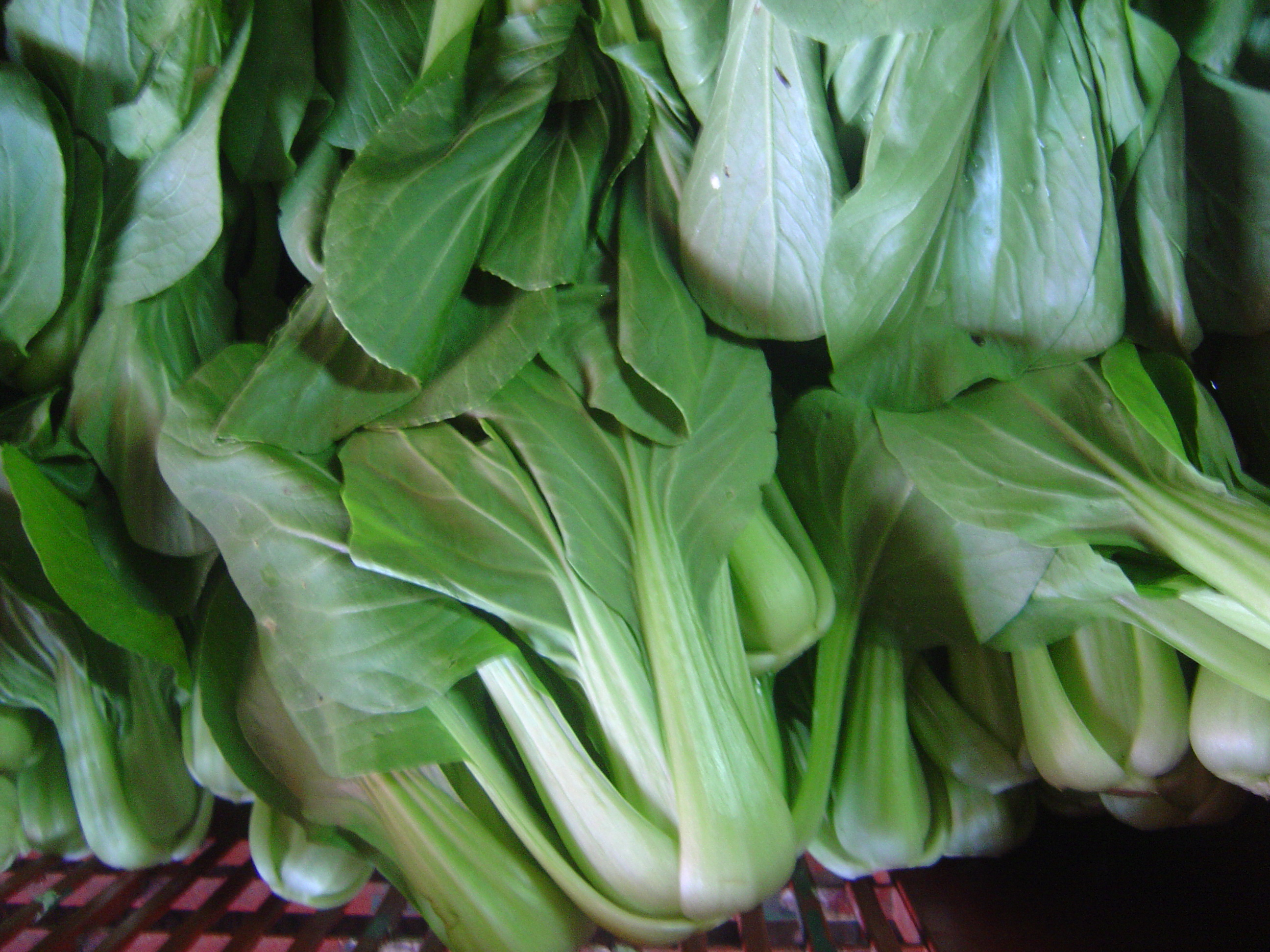
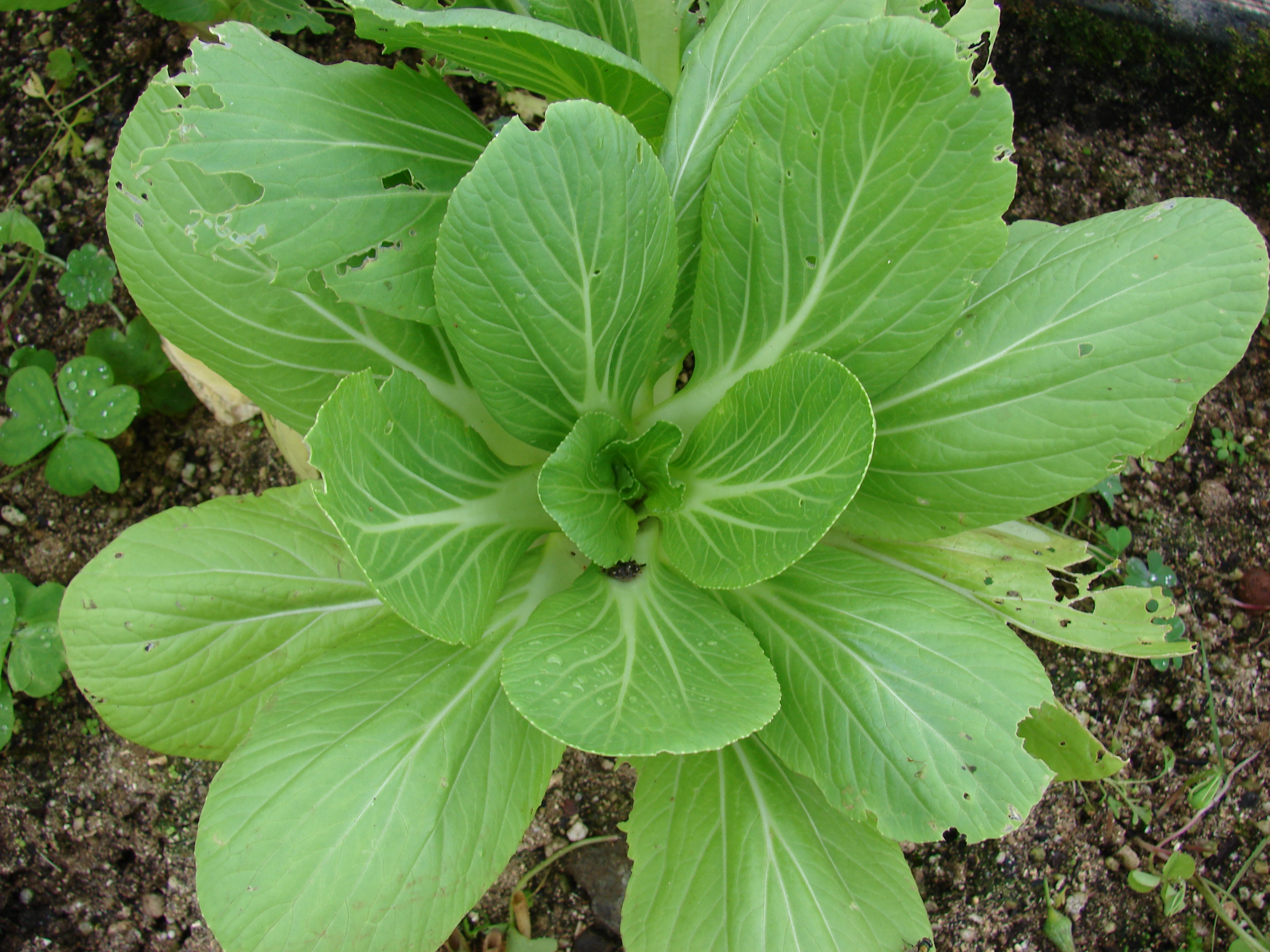
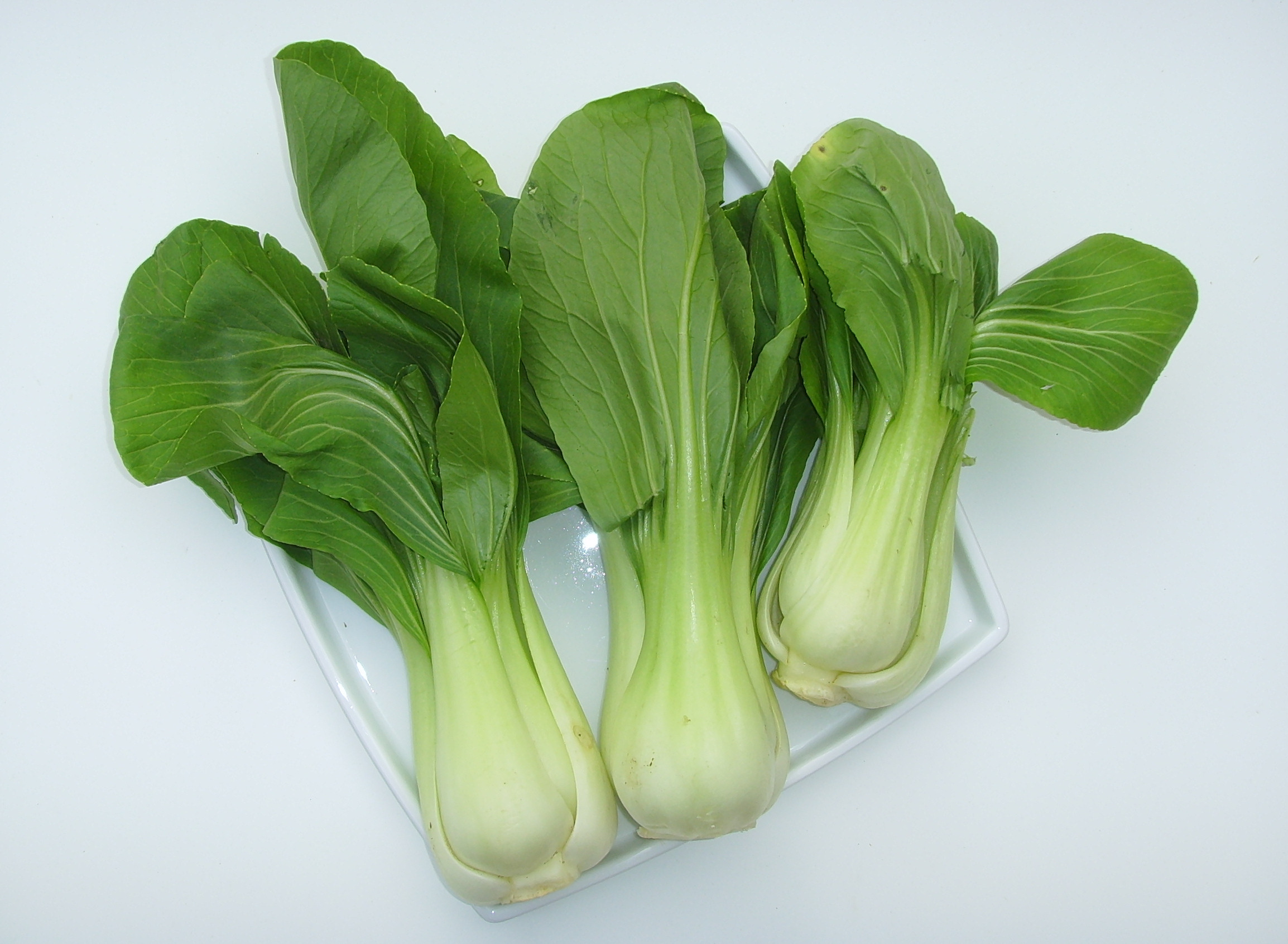
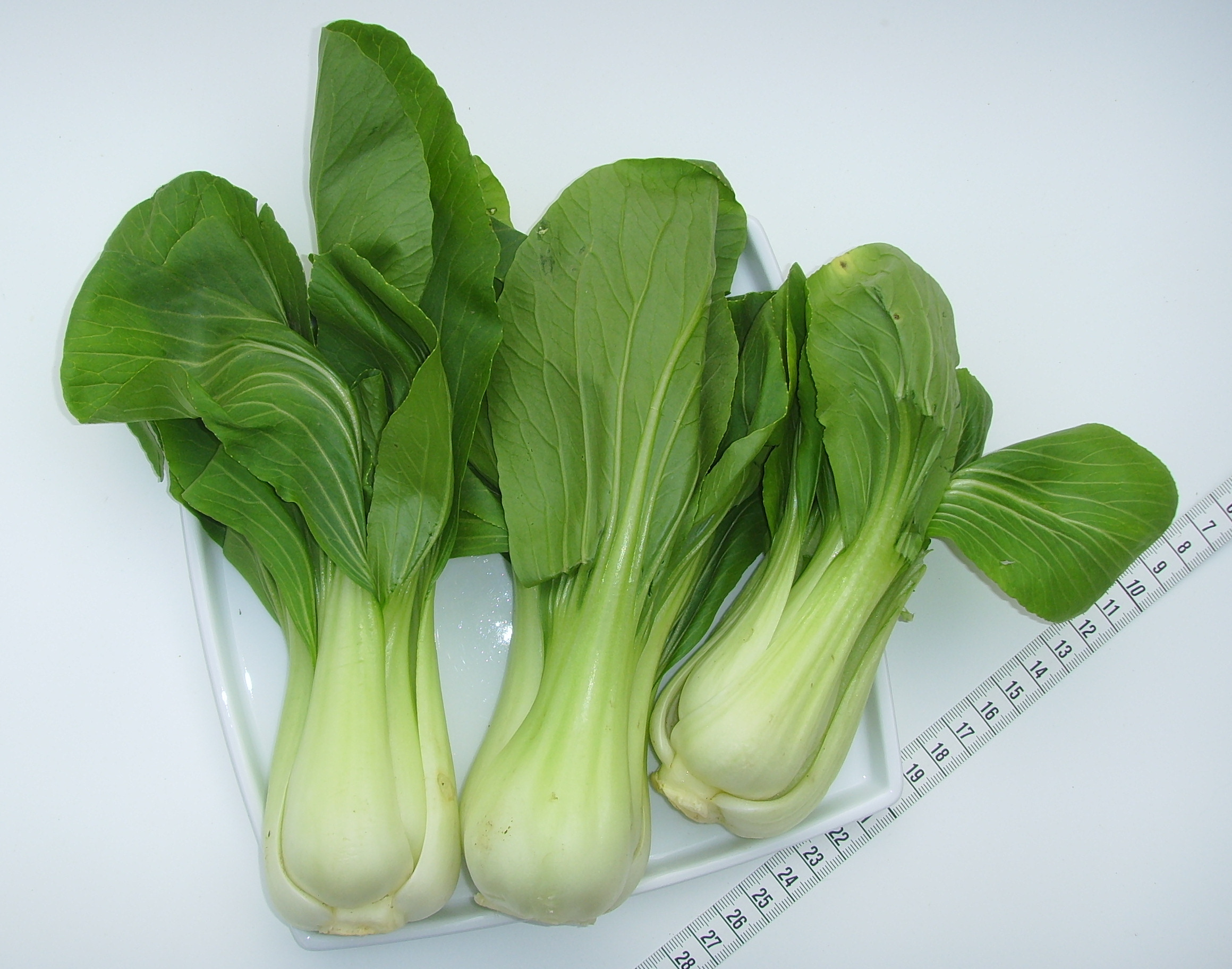